# روز جهانی کاریکاتور و کاریکاتوریست‌ها
روز جهانی کاریکاتور و کاریکاتوریست‌ها ۷ آوریل، روزی است که برای تجلیل از کاریکاتوریست‌ها به رسمیت شناخته شده است. این روز در سراسر کشورها در تاریخ ۷ آوریل گرامی داشته شده است.